# 珊瑚镇 (泰兴市)
珊瑚镇，是中华人民共和国江苏省泰州市泰兴市下辖的一个乡镇级行政单位。

## 行政区划
珊瑚镇下辖以下地区：
珊瑚新村社区、镇前新村社区、二河新村社区、洋港村、曹埠村、祯祥村、顾堡村、周岱村、徐家庄村、八达村、八户村、新桥村和左庄村。

## 交通
- 新长铁路：珊瑚站